# Дени Фортсон
Даниел Антони Фортсон (рођен 27. марта 1976) је бивши амерички професионални кошаркаш. Играо је на позицији крилног центра и центра у Националној кошаркашкој асоцијацији (НБА) од 1997 до 2007.

## Младост
Иако је рођен у Филаделфији, Фортсон је одрастао у Алтyни, Пенсилванији у тешким породичним околностима. Није се слагао са оцем, који је провео неко време у затвору, док му се мајка мучила са дијабетесом и депресијом. Фортсон је одрастао у истом делу града као и Доуг Вест и кренуо је у пре-школу у истој школи коју је Вест похађао, Алтуна Ареа средња школа. Пре него што је пошао ту, постао је пријатељ са породицом у предграђу средње класе Питсбургу од Шејлер Тауншипа, 85 миља западно од Алтуна.
После његове друге године средње школе, он и његова мајка су се преселили у Шејлер и Фортсон је прешао у Шејлер Ареа средњу школу за његове последње 2 године средње школе (1992—1994). Проглашен је неквалификованим у његовој јуниорској години у свега две утакмице али је у просеку имао 30 поена по утакмици у својој сениорској години. Био је члан престижне бек борд групе за младе кошаркашке наде.

## Колеџ каријера
Фортсон је играо за Синсинати Биркетсе 3 године од 1994 до 1997. 1997. године противнички тренер Чарли Спунхор похвалио је Фортсона рекавши: „ Могао би да урадим згиб на његовој руци, и то не би утицало на његов шут. “
У три године колико је играо за Биркетсе постао је други најбољи шутер школе свих времена постигавши 1881 поен.
Физички настројен играч са меканим шутем, водио је УЦ до конференције УСА првенства 1996 и 1997. Био је једногласно у првом тиму Ол-Американа 1997 када је у просеку имао 21.3 поена и 9.1 ухваћених лопти шутирајући 62 процента из игре.

## НБА каријера
Фортсон је започео своју професионалну каријеру након што је био драфтован (извучен) као 10ти пик од стране Милвоки Бакса. Одмах је истог дана трејдован у Денвер Нагетсе.У својој првој сезони је имао двоцифрен број поена по утакмици. Следеће сезоне је у просеку бележио дабл-дабл са поенима и ухваћеним лоптама, иако је био низак за позицију центра на којој је играо. Међутим, имао је 16.7 посто блокираних својих шутева, што је највише икад у НБА од 2012-13. Пре 1999-2000 сезоне, опет је трејдован у Бостон Селтиксе у договору 6 играча. Пропустио је првих 25 утакмица сезоне због фрактуре у десном стопалу. Трејдован је у Торонто Репторсе 9. фебруара 2000 у замену за Алвина Вилијамса и Шона Маркса, али је трејд повучен два дана касније када је Вилијамс пао на физичком тесту.
Фортсон није играо много са Селтиксима и у просеку је имао 7.6 поена и 6.7 ухваћених лопти по мечу. После те сезоне, трејдован је у Голден Стејт вориорсе. У просеку је имао 16.7 поена и 16.3 ухваћених лопти у првих 6 мечева сезоне 2000-2001, али то су биле једине утакмице које је играо због поновне фрактуре у његовом десном стопалу. Вратио се следеће сезоне, и имао је најбољу сезону у свом животу бележећи у просеку 11.2 поена и 11.7 ухваћених лопти у само 28.8 минута као стартер у 76 утакмица. У сезони 2002-2003, Фортсон је углваном провео на клупи јер је већина његових минута отишла Антону Џејмисону и Троју Марфију. Четврти пут у својој каријери, Фортсон је поново трејдован, овај пут у договору још 9 играча у Далас Мавериксе.
Фортсон је у просеку имао само 11 минута по утакмици за Мавериксе, морајући да игра иза нападача Дирка Новицког и Ентоана Вокера потребе за центра који је могао да постигне скок шутеве, Маверикси су заменили Фортсона за Калвина Бута са Сониксима у офсезони 2004. Убрзо, Фортсон се вратио у ротацију и постао је омиљен од стране навијача у Сијетлу због своје физичке снаге и доказаности у ухваћеним лоптама.
Фортсону су судије често свирале фаулове због оштре игре. Као резултат тога, Фортсон је регистровао други највиши број техничких фаулова међу свим активним играчима током сезоне 2004-05. Током 2005-06 сезоне, Фортсонова популарност и време играња су се смањили.
Када се вратио након 2 утакмице суспензије 2. јануар, 2006, Фортсон је назвао заменика председника НБА кошаркашких операција Стју Џексона „ гангстером“. Фортсон је морао да плати казну од 200,000 долара због испада са НБА званичницима.
Тандерси су се 22. децембра одрекли права на Фортсона, пошто није наступао у НБА још од 2007. године.
18 година после Фортсоновог напуштања УЦ, он је препознат као један од најбољих играча у историји УЦ-а када је прикључен у Биркетс кућу славних 29. октобра 2015. На дан 21. мај, 2016. године, Фортсон је прикључен у кошаркашку кућу славних у Охају.